# Jean Jonlet
Jean Marie Gérard Jonlet (Luik, 20 november 1906 - Ukkel, 10 april 1987) was een Belgische roeier, ingenieur en bestuurder.

## Loopbaan

### Roeien
Jonlet kon zich in 1926 op de vier met stuurman plaatsen voor de Europese kampioenschappen in Luzern.
Jonlet nam samen met een gemengde Luikse ploeg deel aan de Olympische Spelen van 1928. Samen met stuurman Georges Anthony werden ze op de acht met stuurman nipt uitgeschakeld in de herkansingen van de eerste ronde. Later dat jaar werden hij met de acht van Sport Nautique de la Meuse ook Belgisch kampioen.

### Belgisch-Congo
Jonlet studeerde in 1930 af als burgerlijk mijningenieur aan de Universiteit van Luik. Hij behaalde nadien ook nog een ingenieurstitel in de elektriciteit en de radio-elektriciteit. Na zijn legerdienst ging hij in 1934 naar Belgisch-Congo. Hij hielp mee het telecommunicatienet uit te bouwen. In 1953 werd hij directeur-generaal Openbare Werken en Communicatie. In 1958 werd hij secretaris-generaal.

## Palmares

### acht
- 1927:  BK
- 1928: 2e in herkansingen eerste ronde OS in Amsterdam
- 1928:  BK